# انقلاب نارنجی (فیلم)
فیلم مستند از وقایع انقلاب نارنجی اوکراین به کارگردانی استیو یورک و تهیه‌کنندگی یورک زیمرمن در سال ۲۰۰۷ منتشر شده‌است و وقایع انتخابات سال ۲۰۰۴ در اوکراین می‌پردازد.